# Gehele functie
In de complexe functietheorie, een deelgebied van de wiskunde, is een gehele  of integrale functie een complexwaardige functie die holomorf is over het hele complexe vlak. Typische voorbeelden van gehele functies zijn de polynomen en de exponentiële functie. Verder zijn sommen, producten en composities van gehele functies ook weer geheel. Het quotiënt van twee gehele functies is een meromorfe functie.
Elke gehele functie kan om elk punt {\displaystyle c} als een machtreeks worden voorgesteld
{\displaystyle \sum _{n=0}^{\infty }a_{n}(z-c)^{n}=a_{0}+a_{1}(z-c)+a_{2}(z-c)^{2}+\ldots }
met voor alle {\displaystyle r\in \mathbb {R} }:
{\displaystyle \lim _{n\to \infty }|a_{n}|r^{n}=0}.
Zo'n machtreeks representeert omgekeerd altijd een gehele functie.

## Voorbeelden
{\displaystyle \exp z=\sum _{n=0}^{+\infty }{\frac {z^{n}}{n!}}}
{\displaystyle \sin z={\frac {e^{iz}-e^{-iz}}{2i}}}
{\displaystyle \cos z={\frac {e^{iz}+e^{-iz}}{2}}}
{\displaystyle \sinh z={\frac {e^{z}-e^{-z}}{2}}}
{\displaystyle \cosh z={\frac {e^{z}+e^{-z}}{2}}}
{\displaystyle 3e^{2z^{2}-7}-5\cdot 10^{\pi e^{-6z}}-8}

## Tegenvoorbeelden
Noch de natuurlijke logaritme, noch de wortelfuncties zijn analytische voortzettingen van gehele functies.